# Мікроавтомобіль

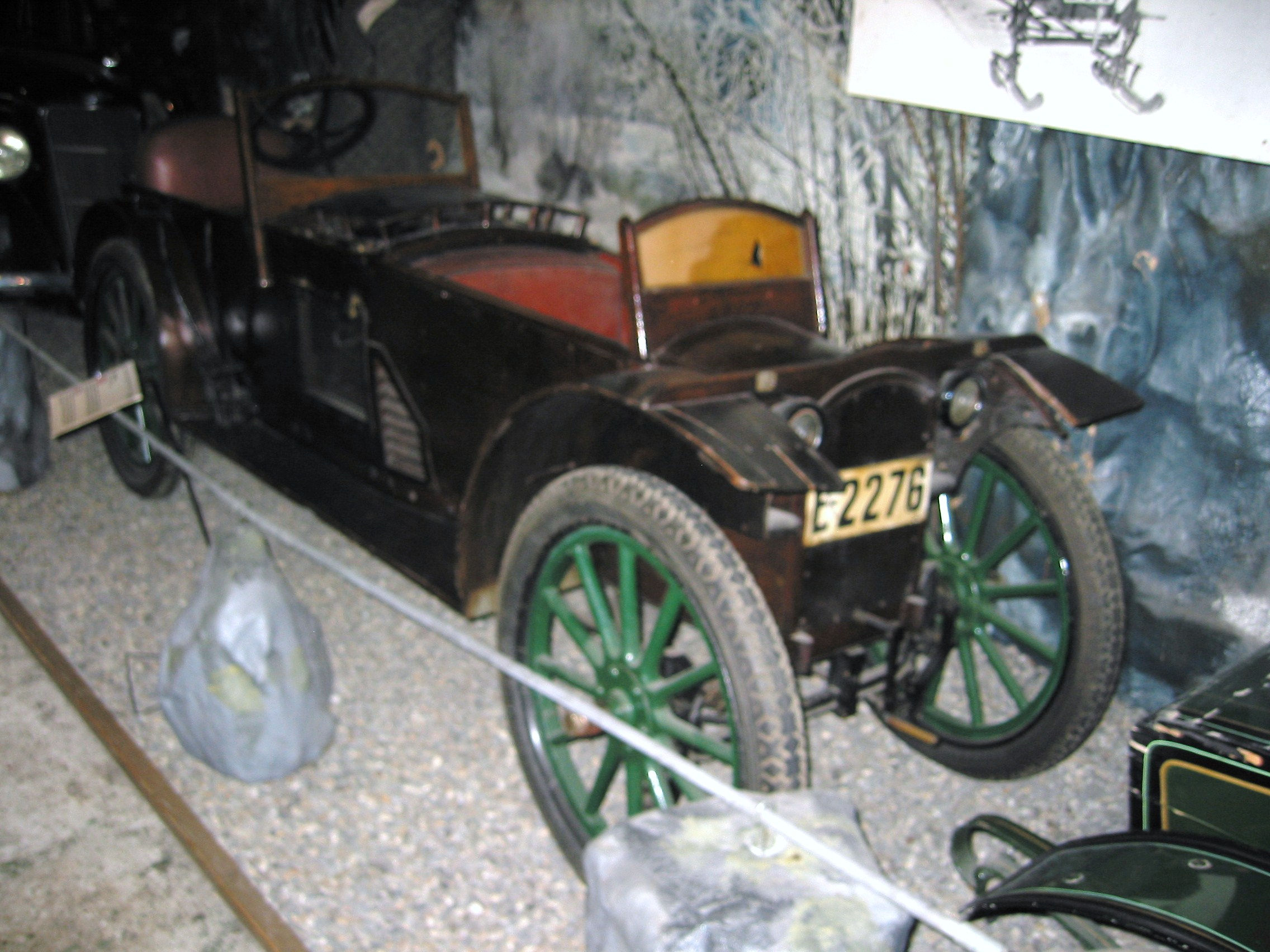
Циклокар Bjering (1921)

Мікроавтомобіль (англ. microcar) — це дуже малий за розмірами автомобіль. Зазвичай, крім водія, він може перевозити тільки одного пасажира.
До Другої світової війни, більшість мікроавтомобілів мали вигляд циклокар, войтурет і триколісних автомобілів і мотоколясок.
Велику кількість мікроавтомобілів виробляли опісля Другої світової війни через нестачу і велику вартість матеріалів та палива.
Через округлість засклених кабін деяких мікроавтомобілів, схожих на мильну бульбашку, виник термін англ. bubble car.
У 1990-х, виділено в окрему категорію квадроцикли, які є як у версіях для бездоріжжя, так і для міста.
Cучасні двомісні автомобілі та електрокари позиціонються як економні міські автомобілі.

## Моделі

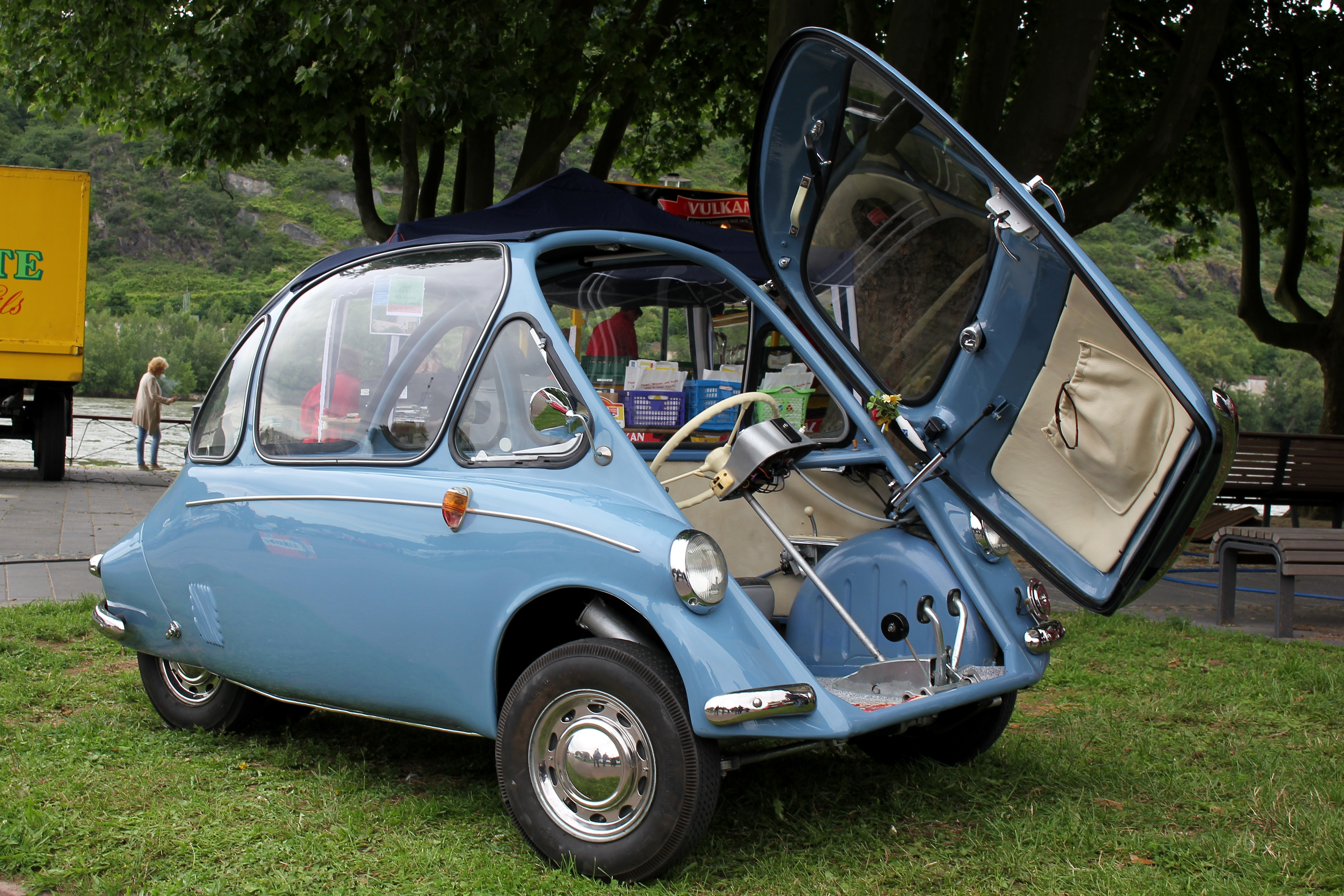
Heinkel Kabine[en]
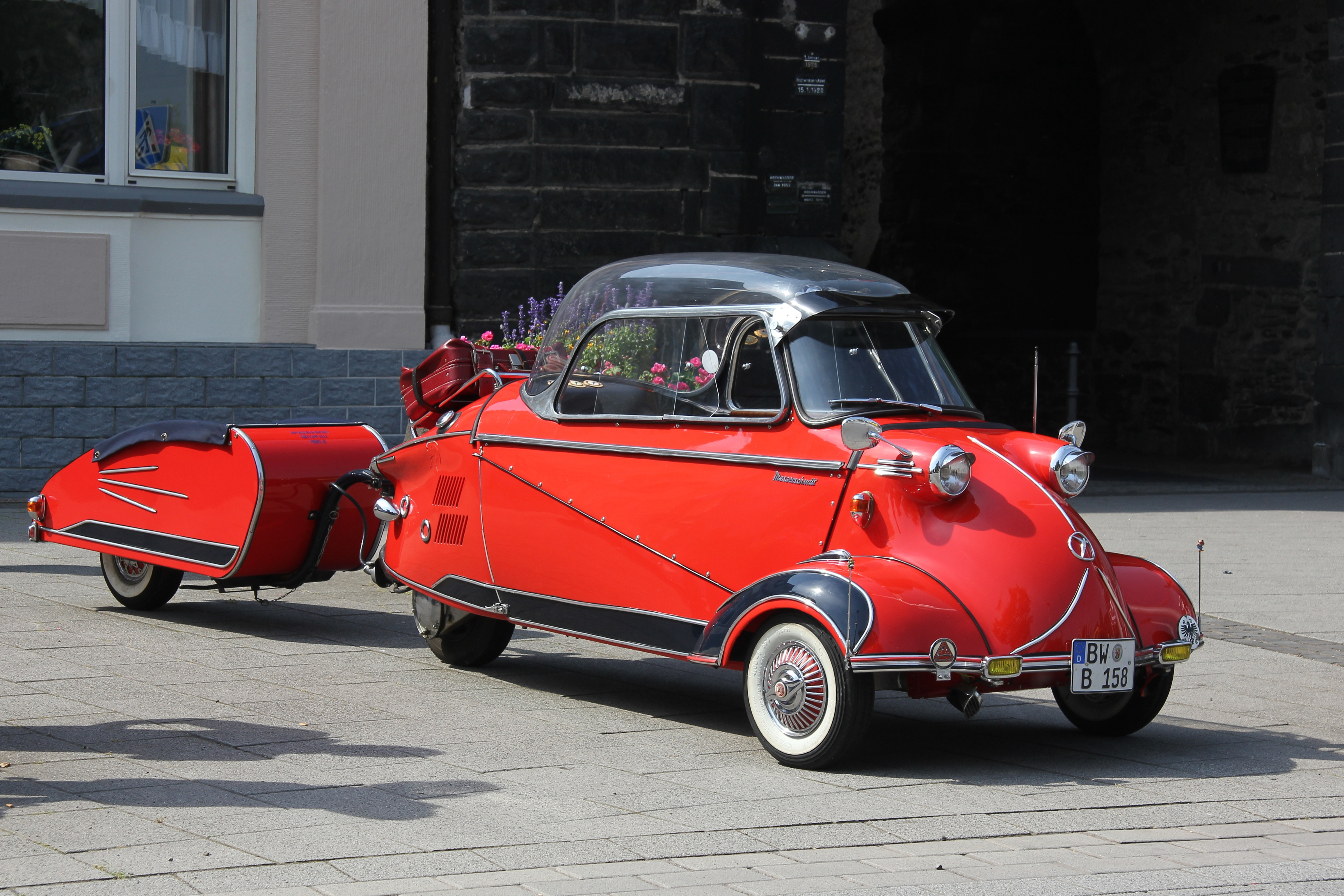
Messerschmitt KR200
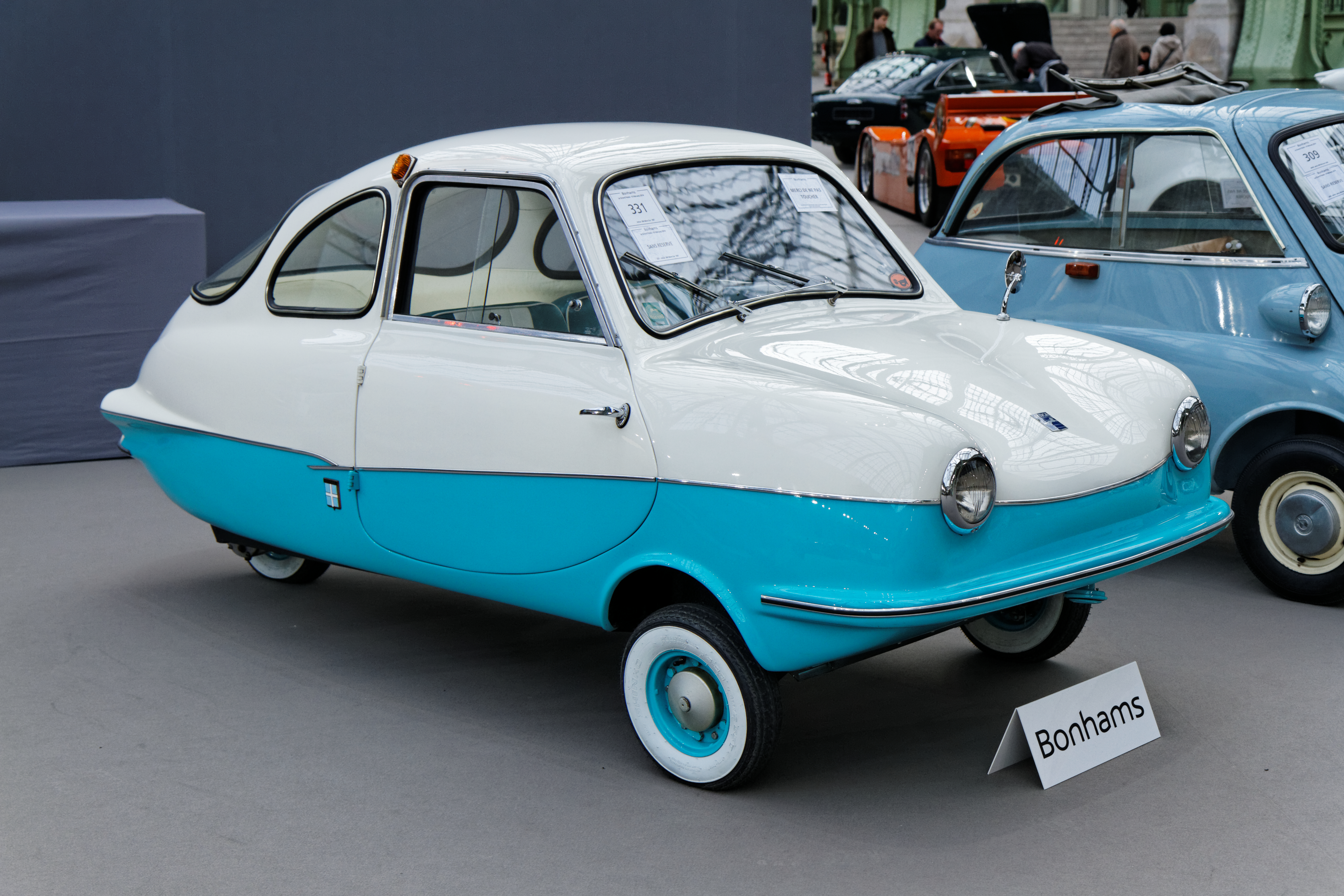
Attica 200
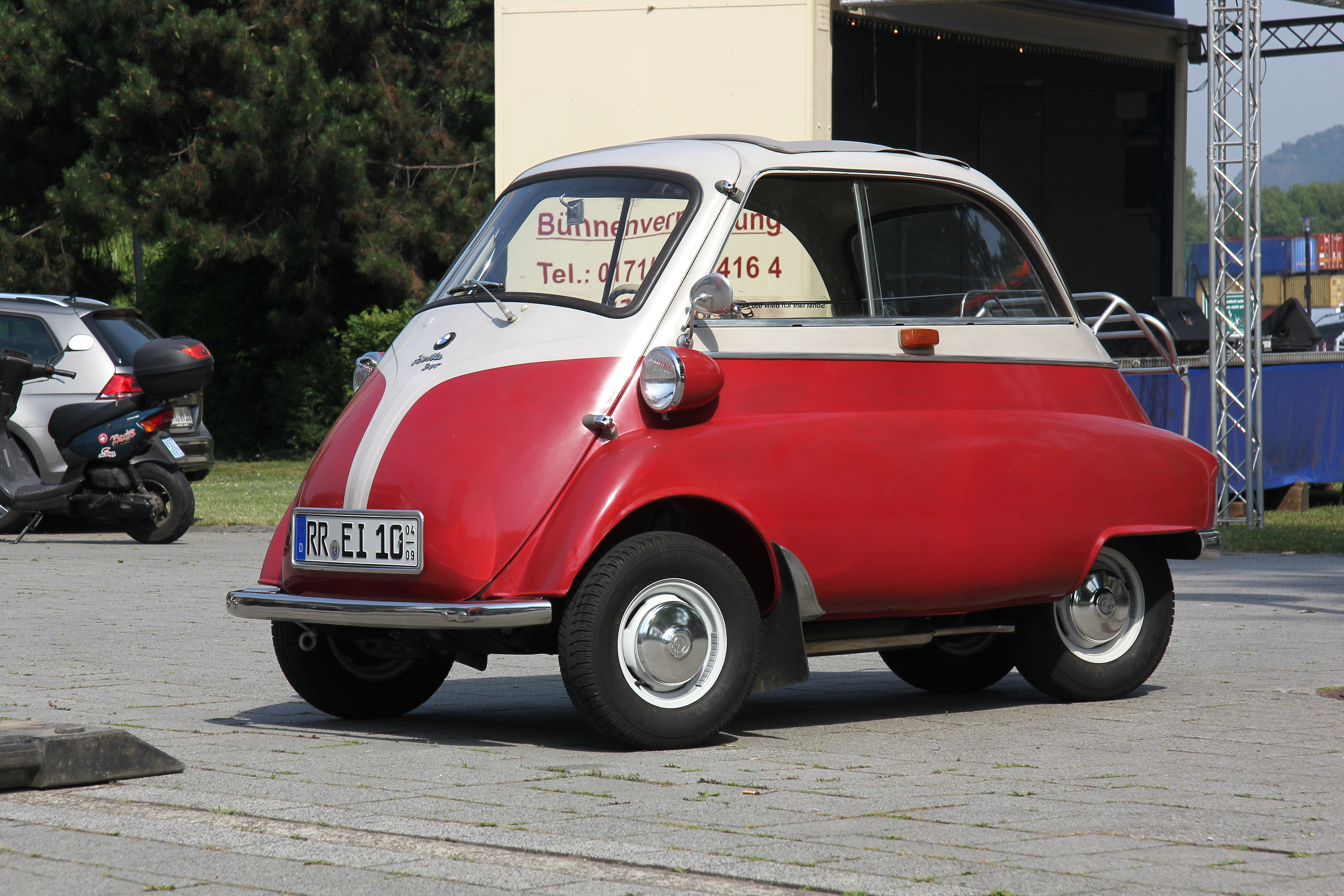
BMW Isetta
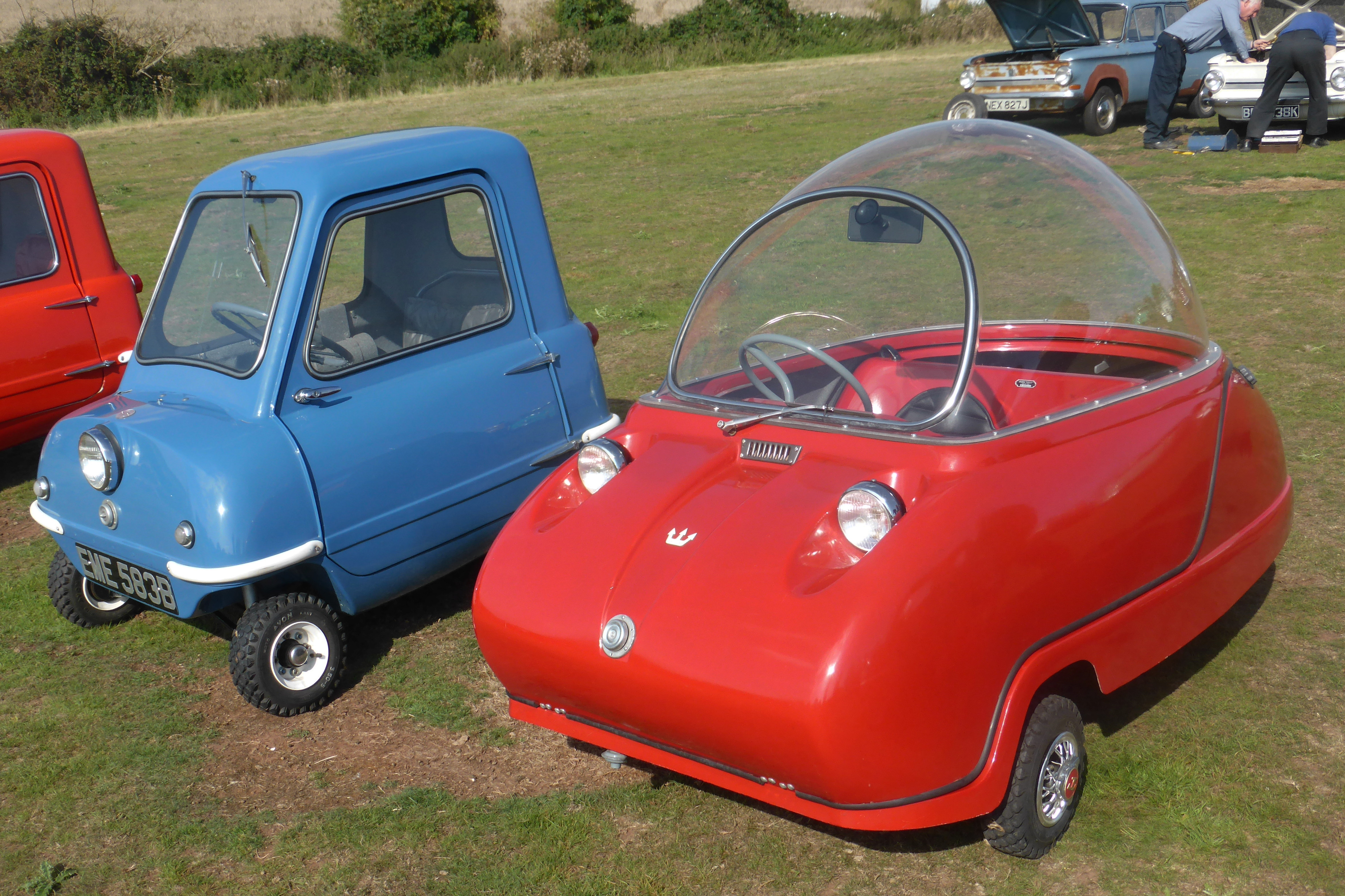
Peel P50 і Peel Trident
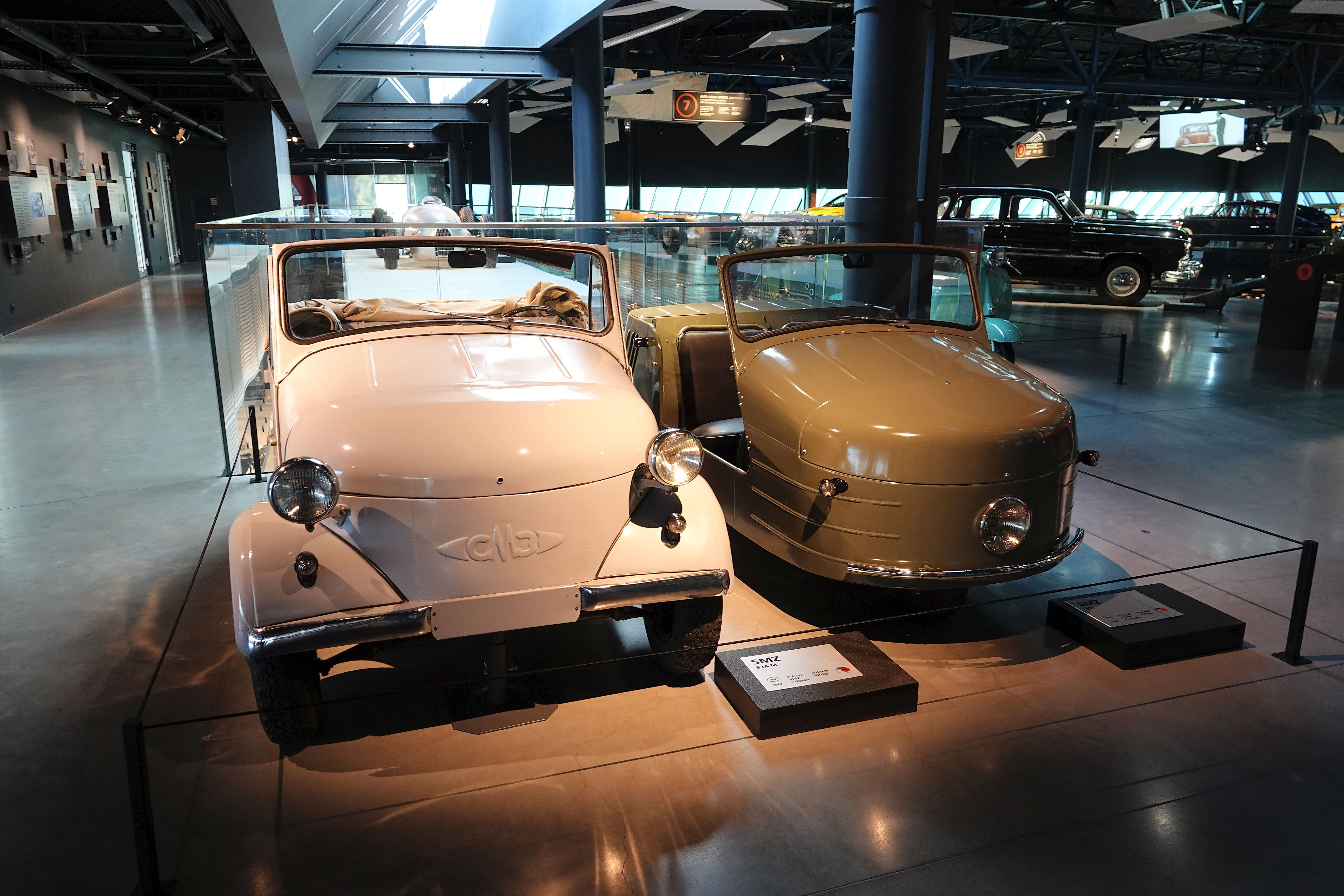
СМЗ С-3А та СМЗ С-1Л/С-3Л
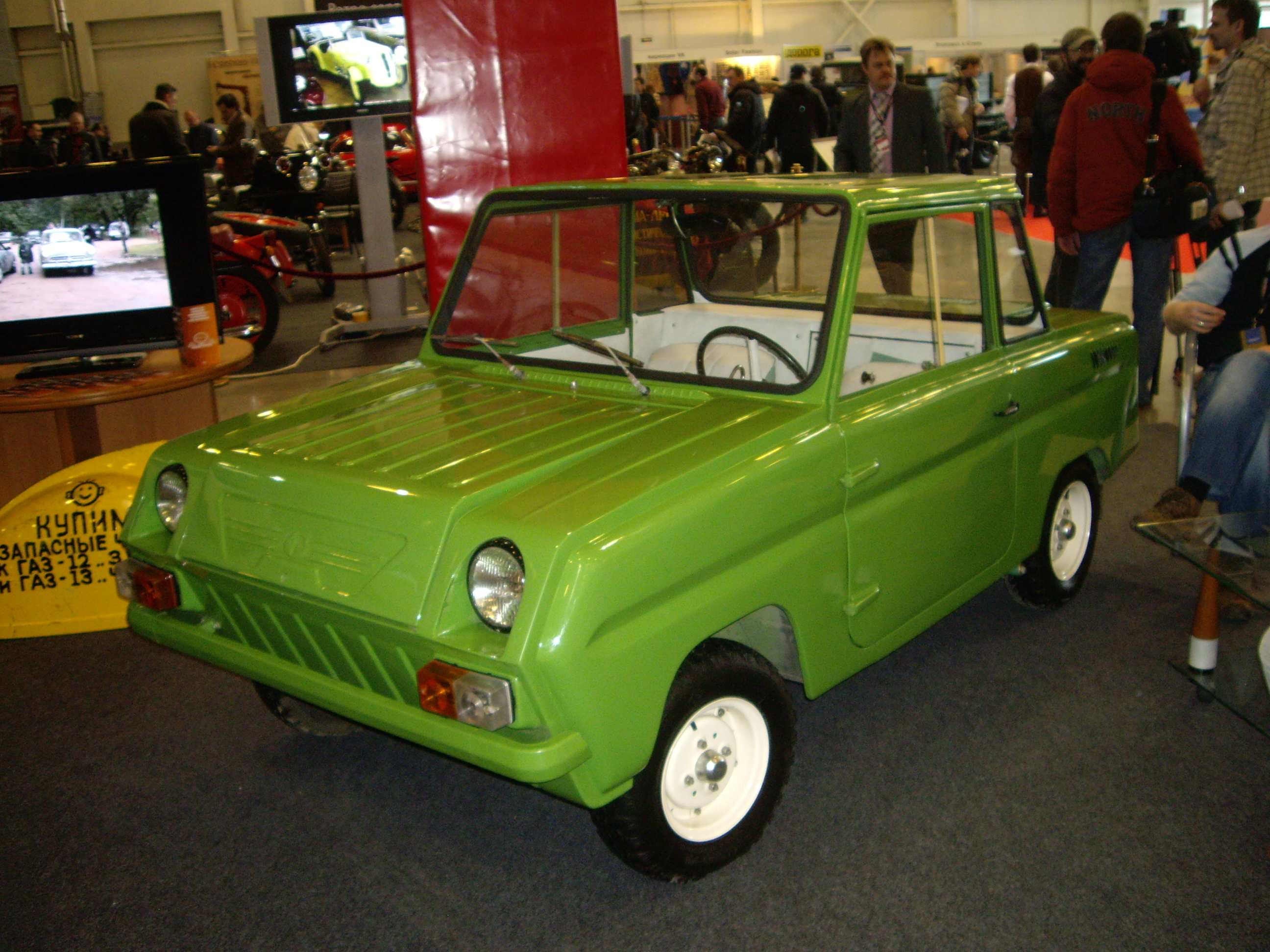
СМЗ С-3Д
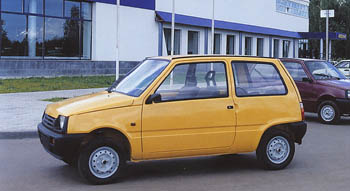
СЕАЗ «Ока»
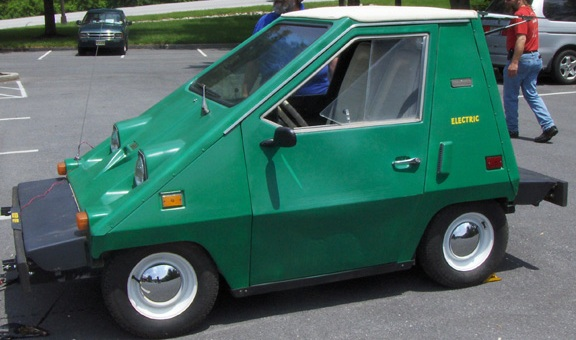
CitiCar
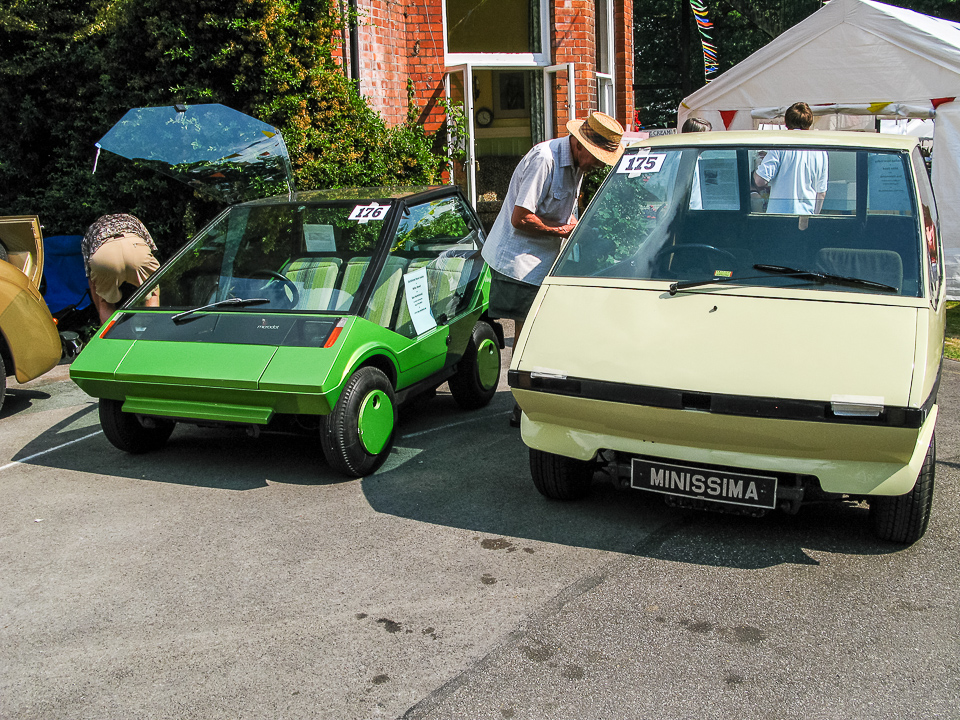
Microdot і Minissima
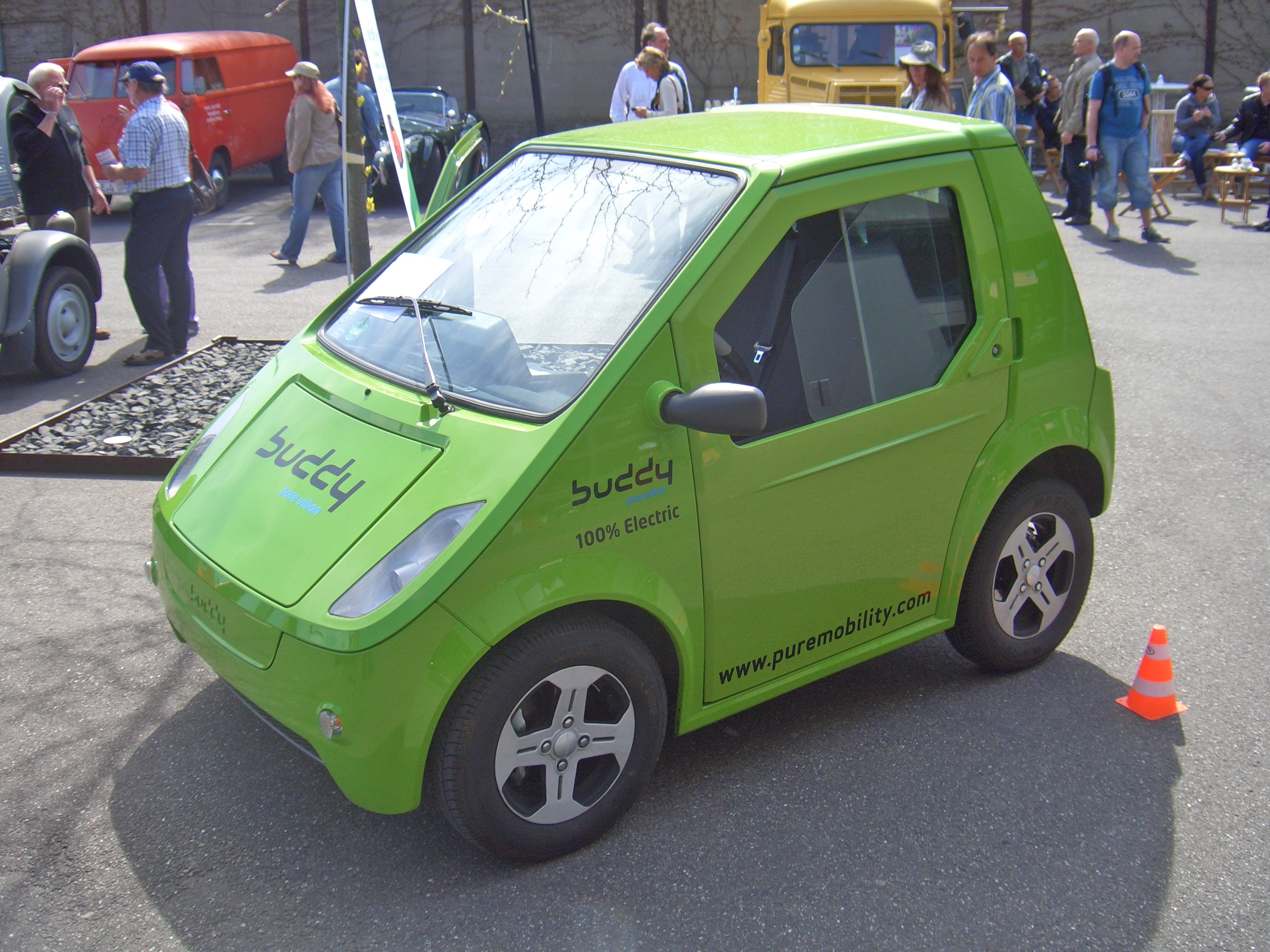
Buddy/Model 6
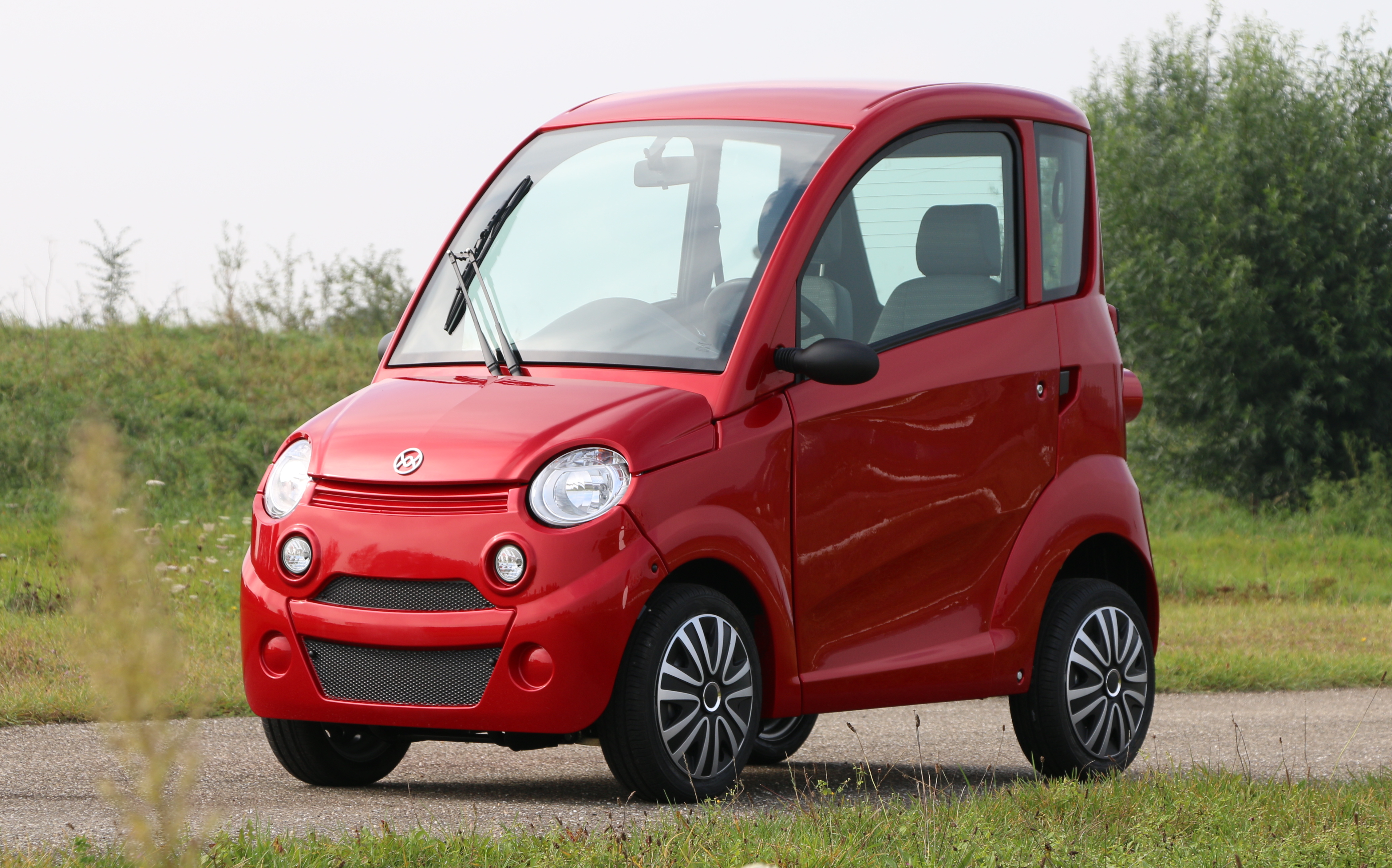
Canta Premium
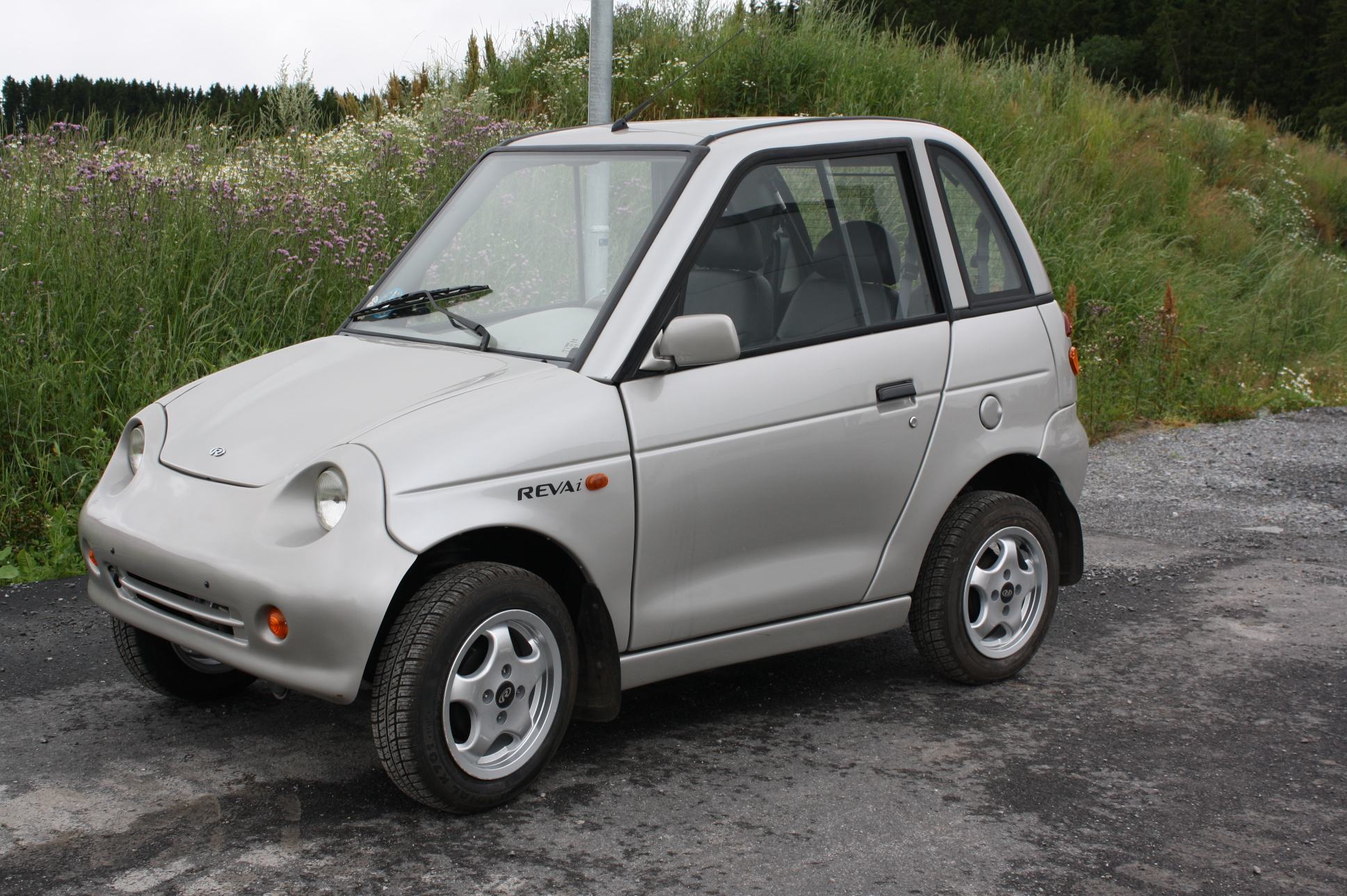
REVAi / G-Wiz
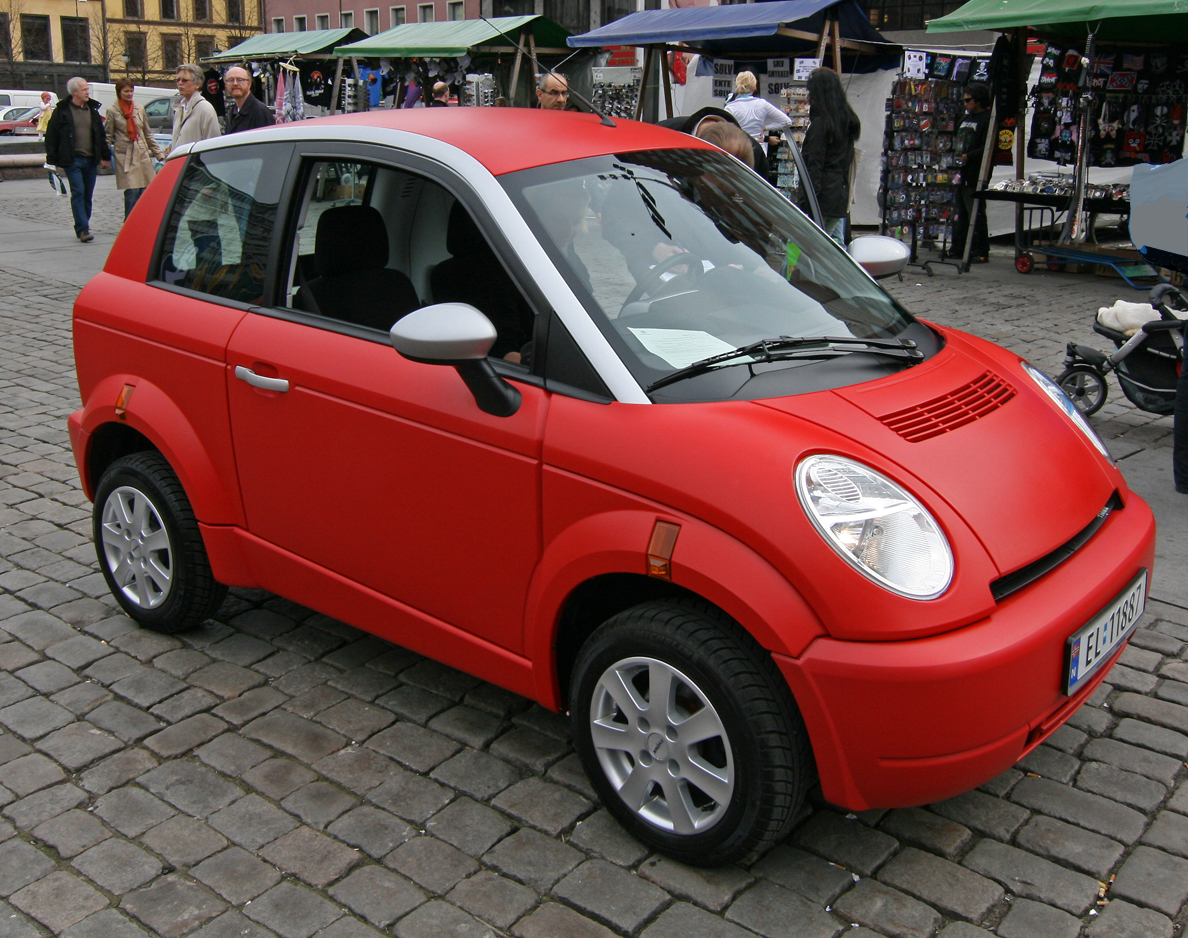
Think City
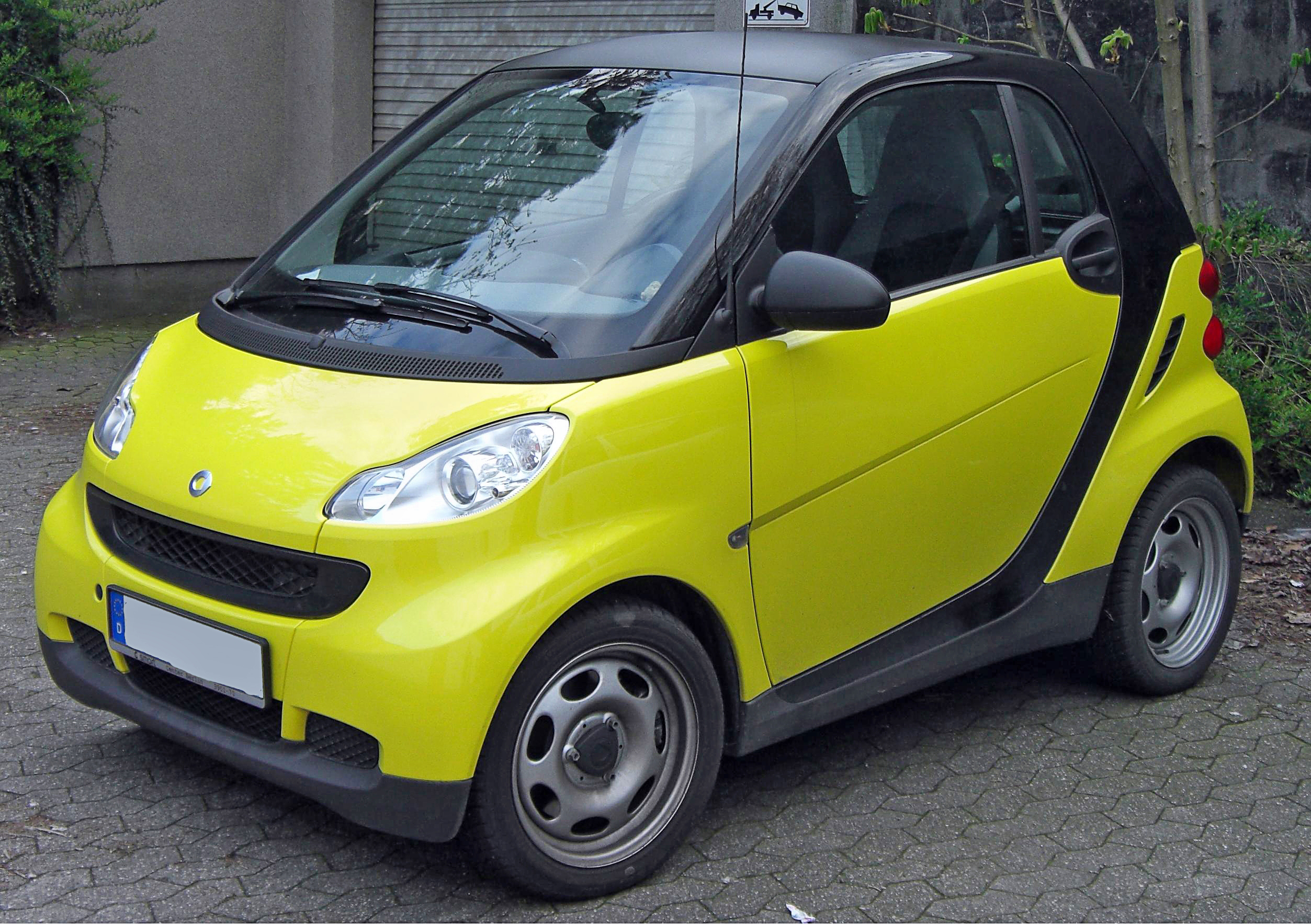
Smart Fortwo
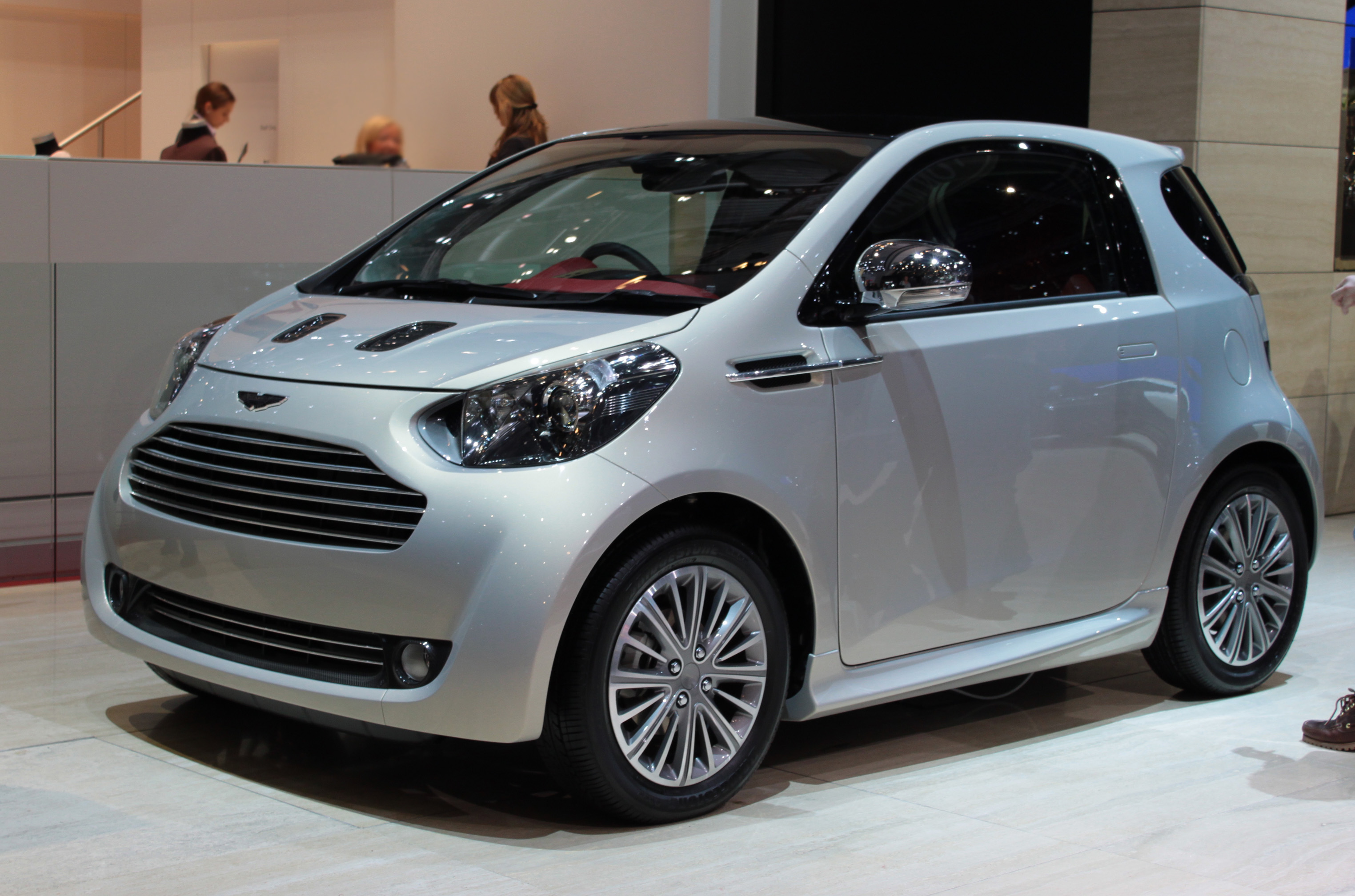
Aston Martin Cygnet
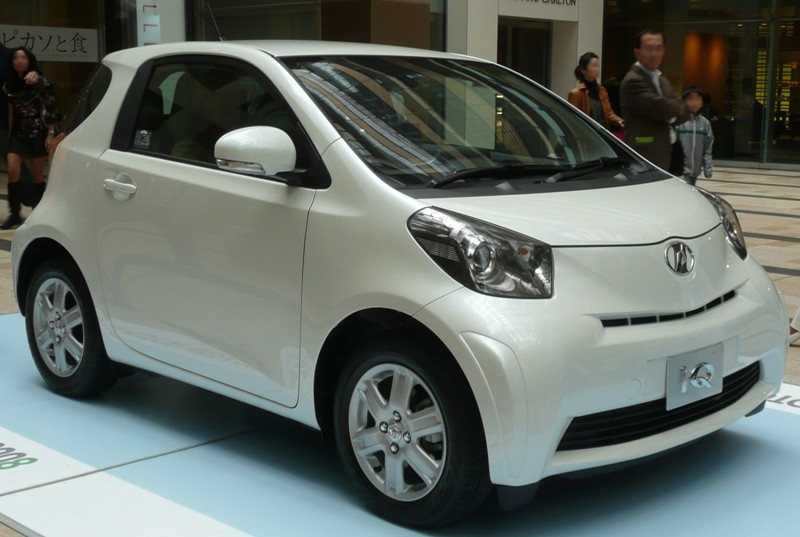
Toyota iQ
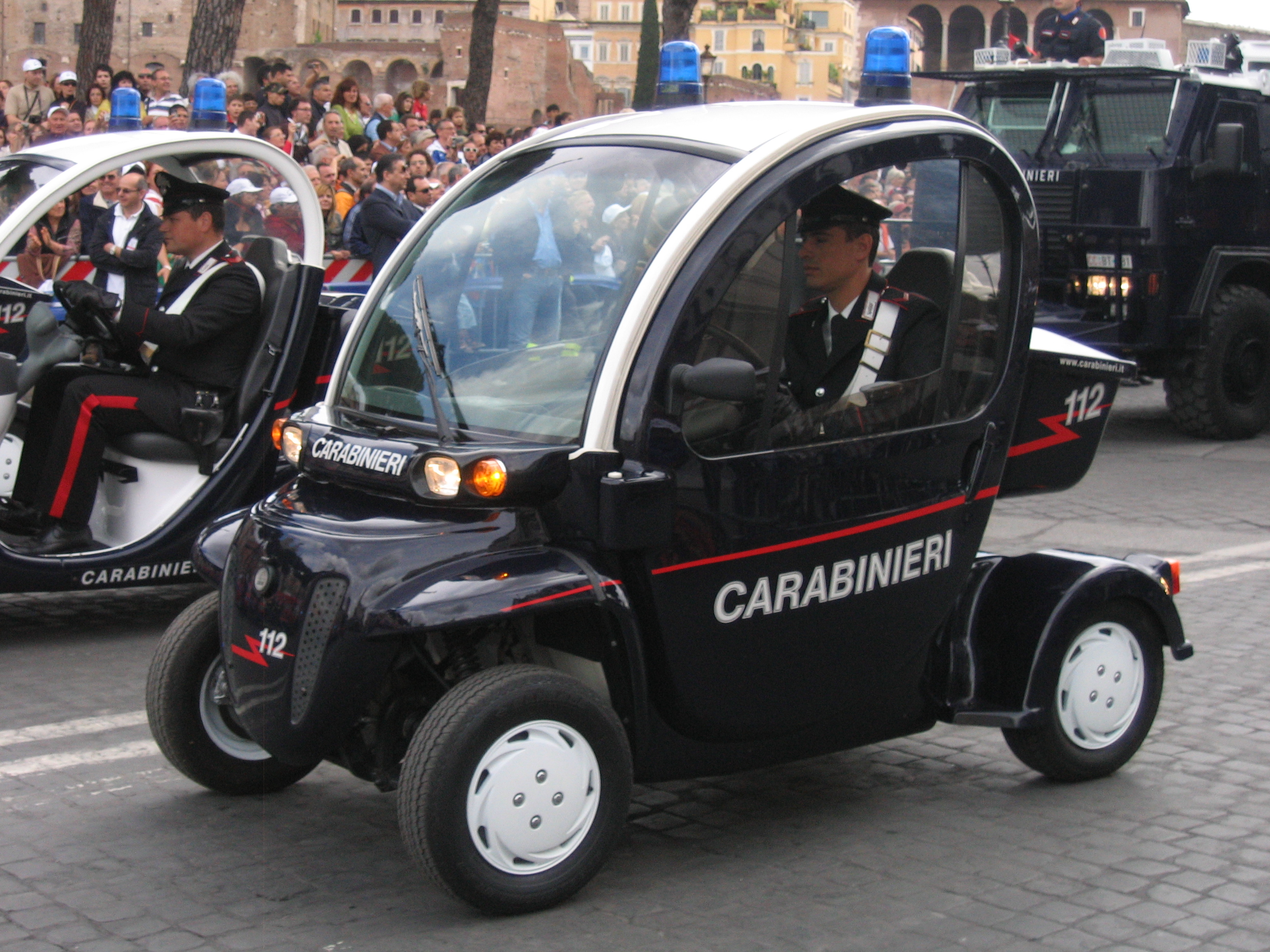
GEM e2 LSV
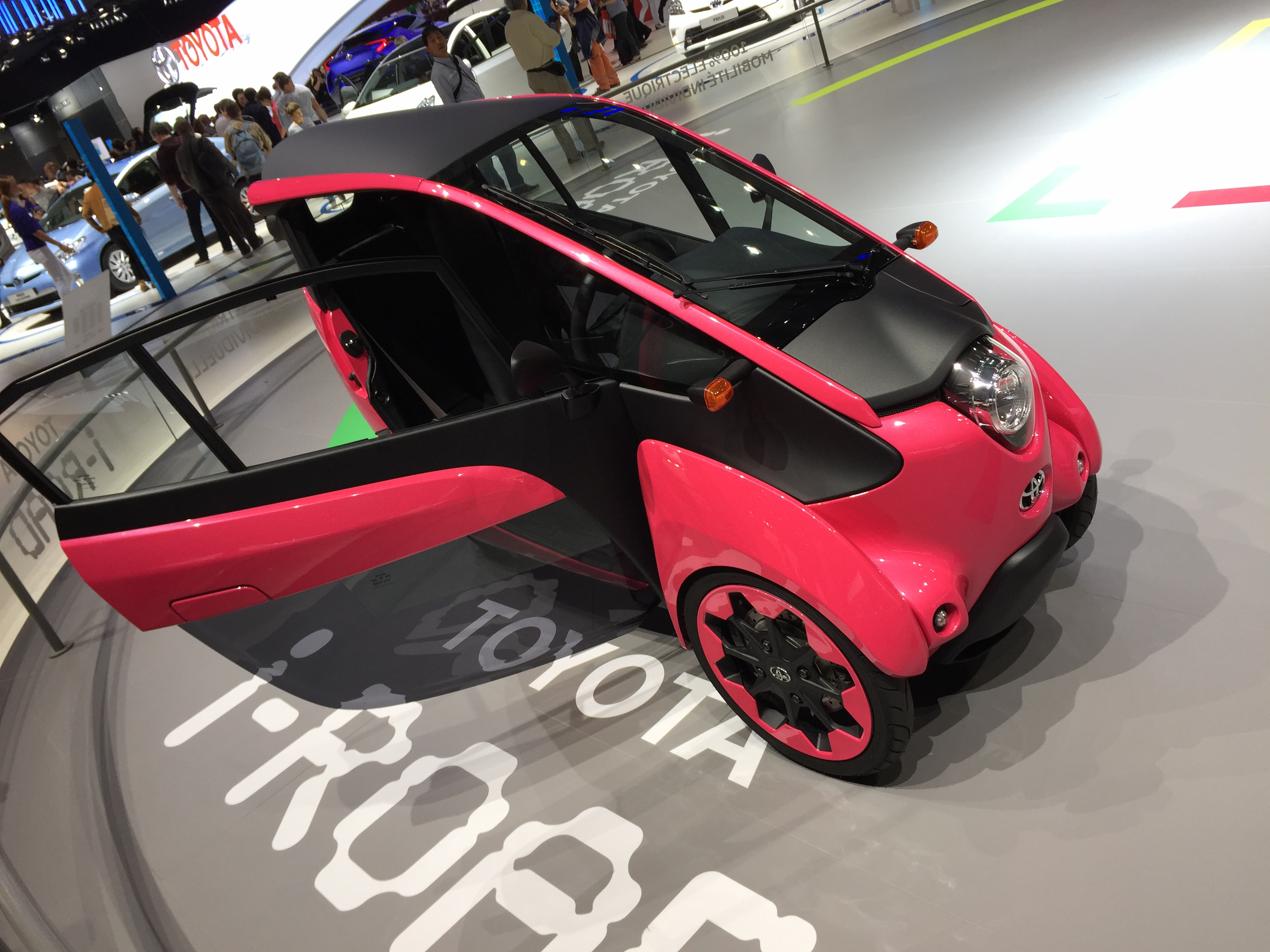
Toyota i-ROAD
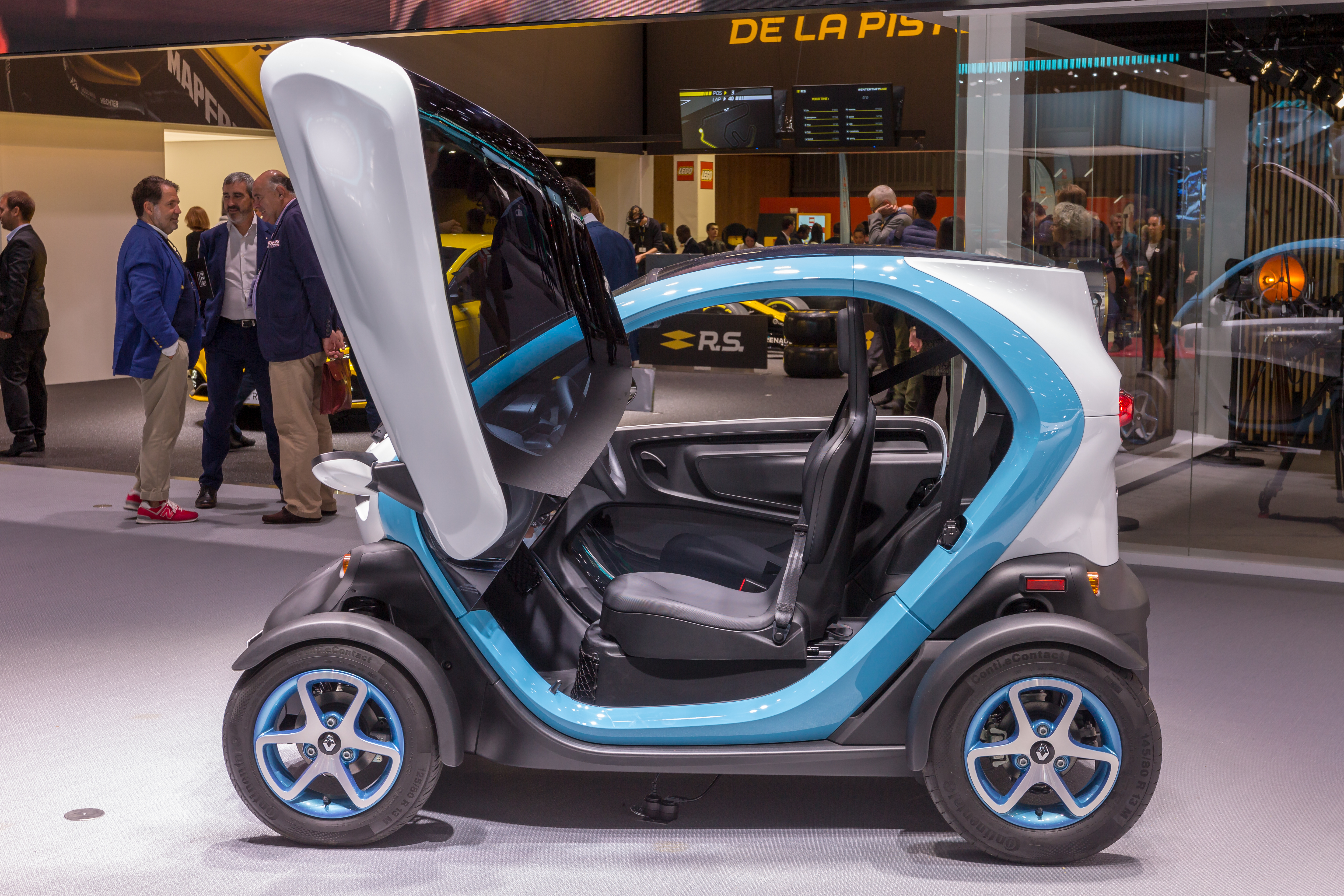
Renault Twizy
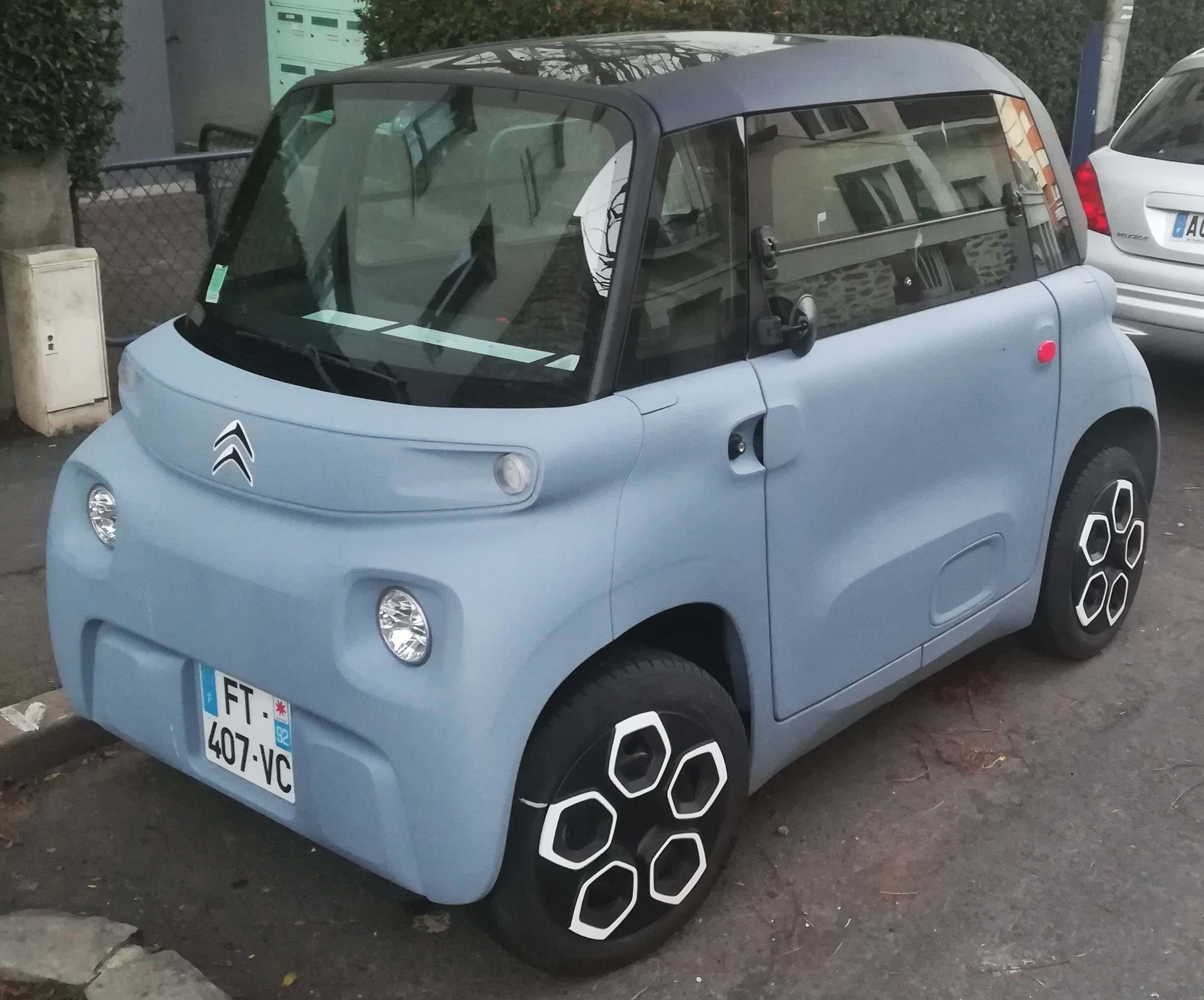
Citroën Ami (2020)
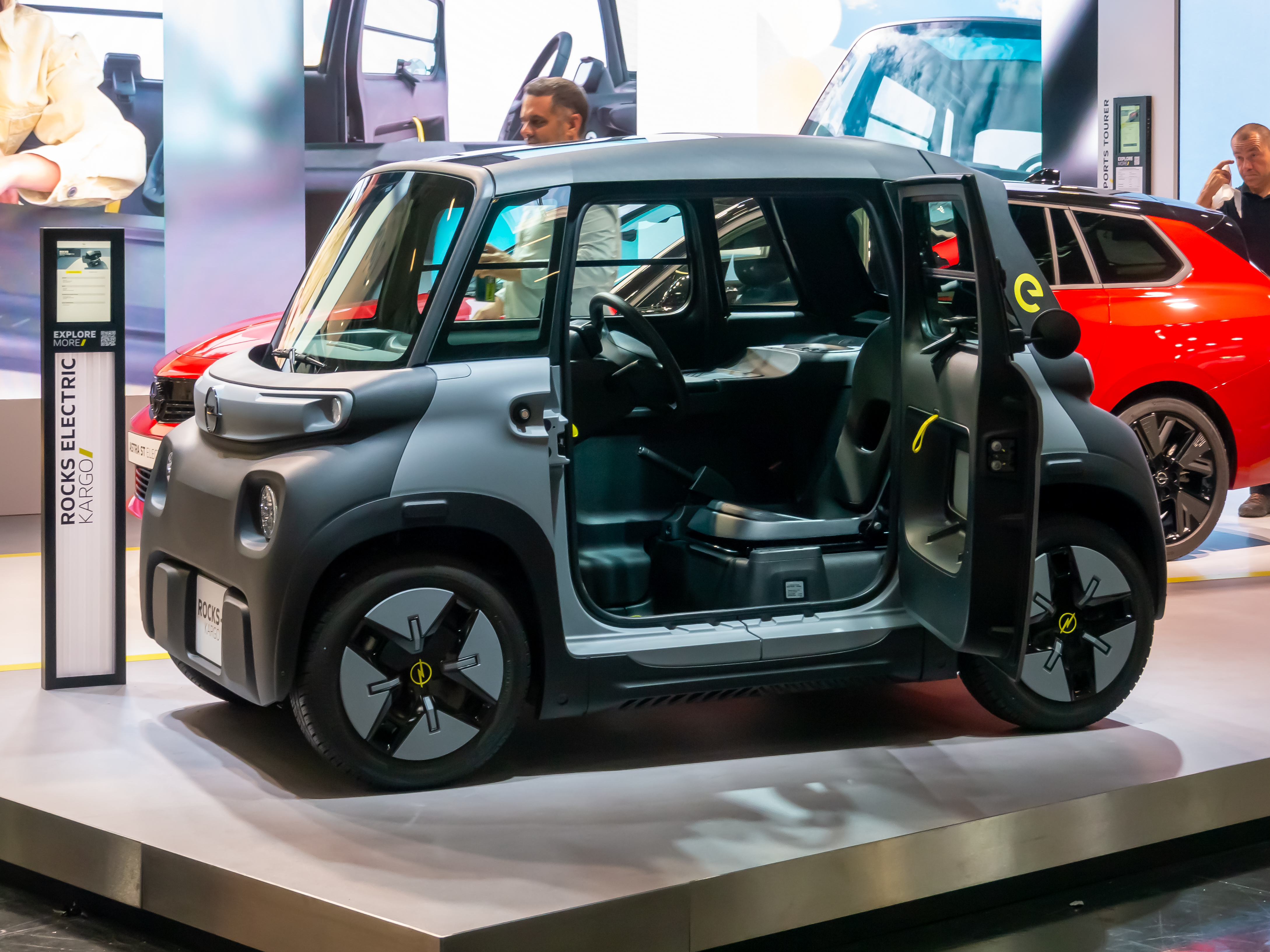
Opel Rocks-e
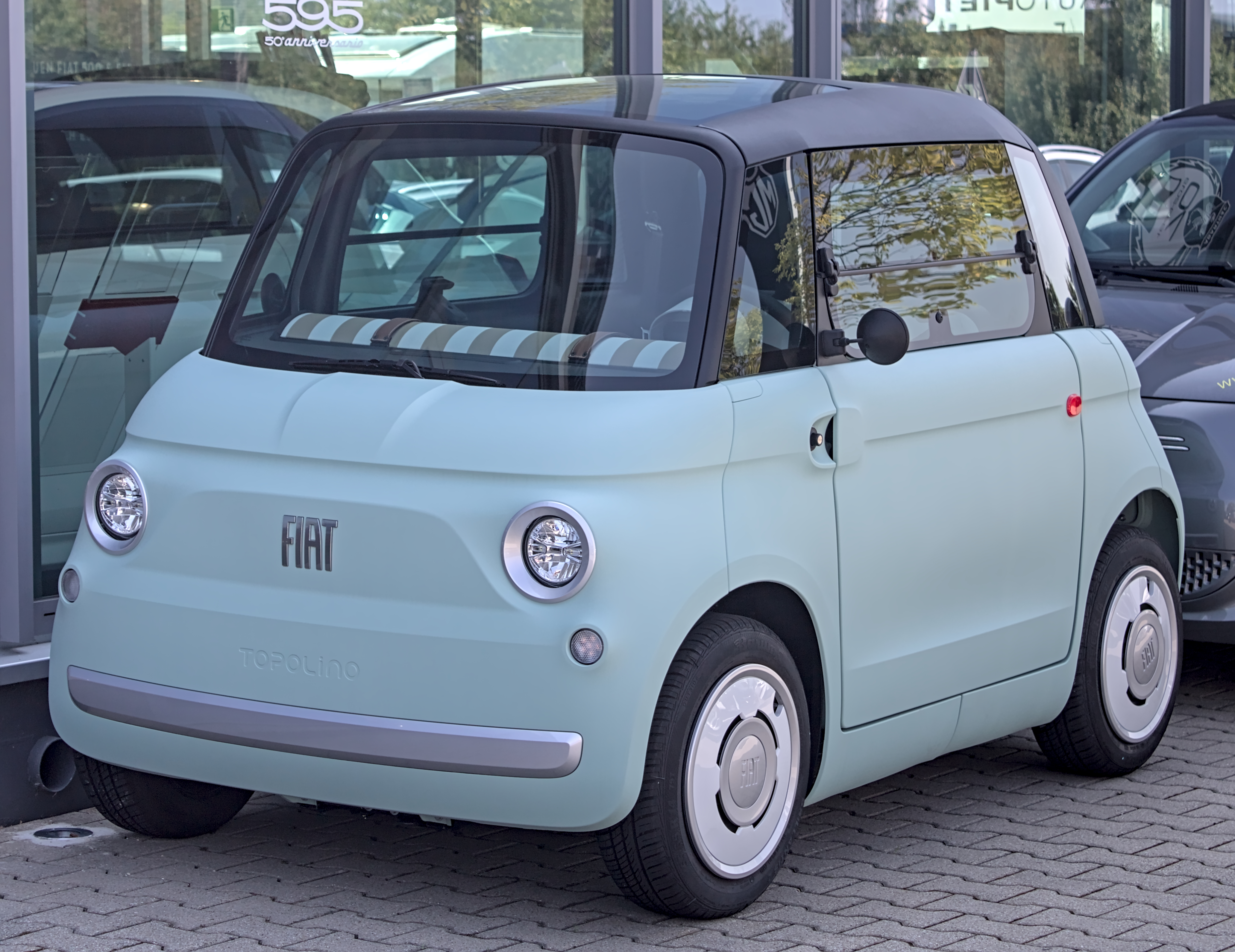
Fiat Topolino (2023)
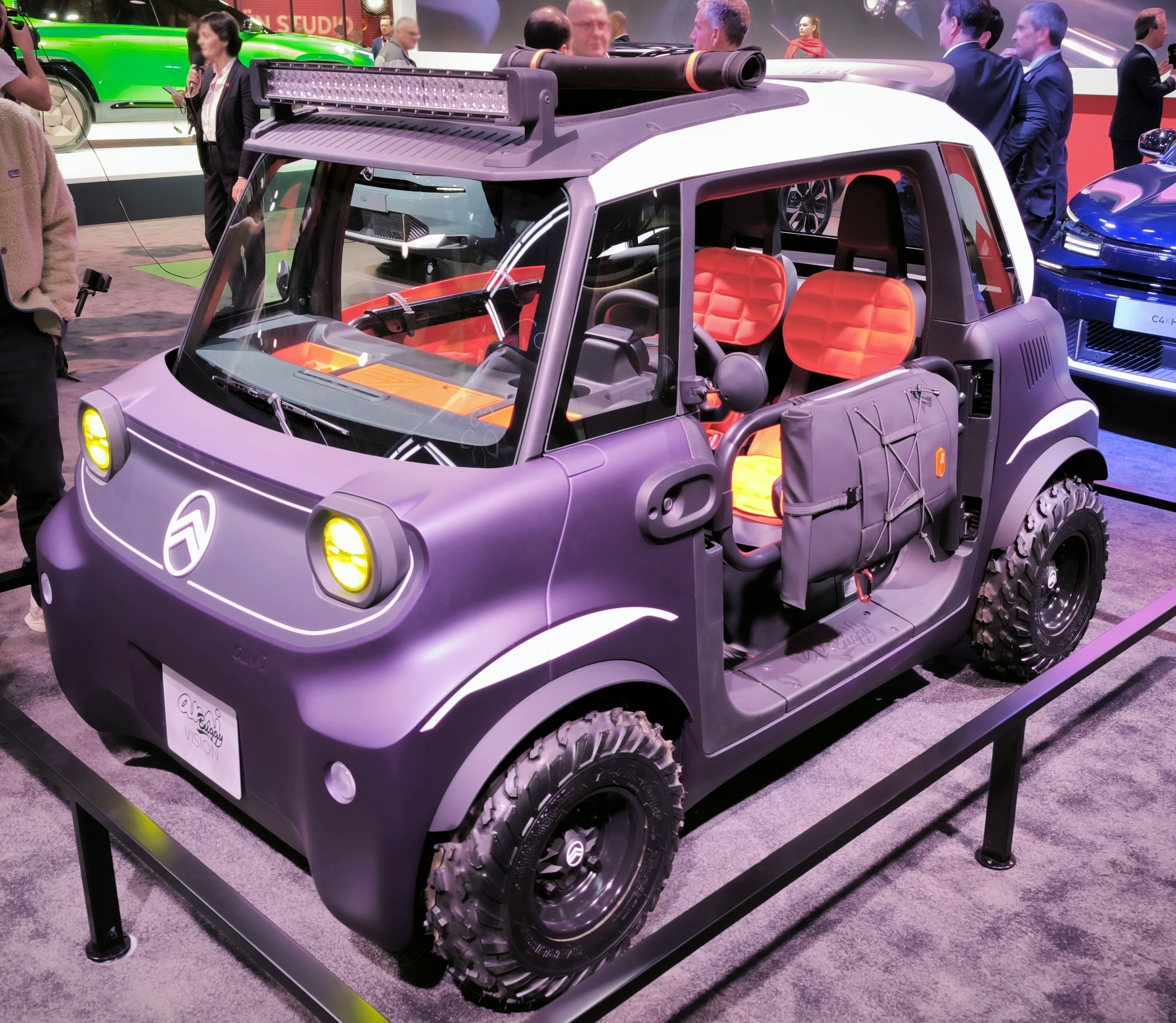
Citroën Ami Buggy Vision